# Conus sartii
Espèce
Statut de conservation UICN

 DD  : Données insuffisantes
Conus sartii est une espèce de mollusques gastéropodes marins de la famille des Conidae.
Comme toutes les espèces du genre Conus, ces escargots sont prédateurs et venimeux. Ils sont capables de « piquer » les humains et doivent donc être manipulés avec précaution, voire pas du tout.

## Description
La taille de la coquille atteint 25 mm.

## Distribution
Cette espèce marine est présente au large de Madagascar.

### Niveau de risque d’extinction de l’espèce
Selon l'analyse de l'UICN réalisée en 2011 pour la définition du niveau de risque d'extinction, cette espèce n'est connue que de Tulear, Madagascar. Cette espèce a été classée dans la catégorie Données insuffisantes en raison du manque de données. Il existe une certaine incertitude taxonomique et les informations sur la population, l'habitat, la distribution et les menaces font défaut pour cette espèce récemment décrite.

## Taxonomie

### Publication originale
L'espèce Conus sartii a été décrite pour la première fois en 2002 par les malacologistes allemands Werner Korn, Hans-Jörg Niederhöfer et Manfred Blöcher dans « La Conchiglia »,.

### Synonymes
- Conus (Phasmoconus) sartii Korn, Niederhöfer & Blöcher, 2002 · appellation alternative
- Phasmoconus sartii (Korn, Niederhöfer & Blöcher, 2002) · non accepté